# French Opera House

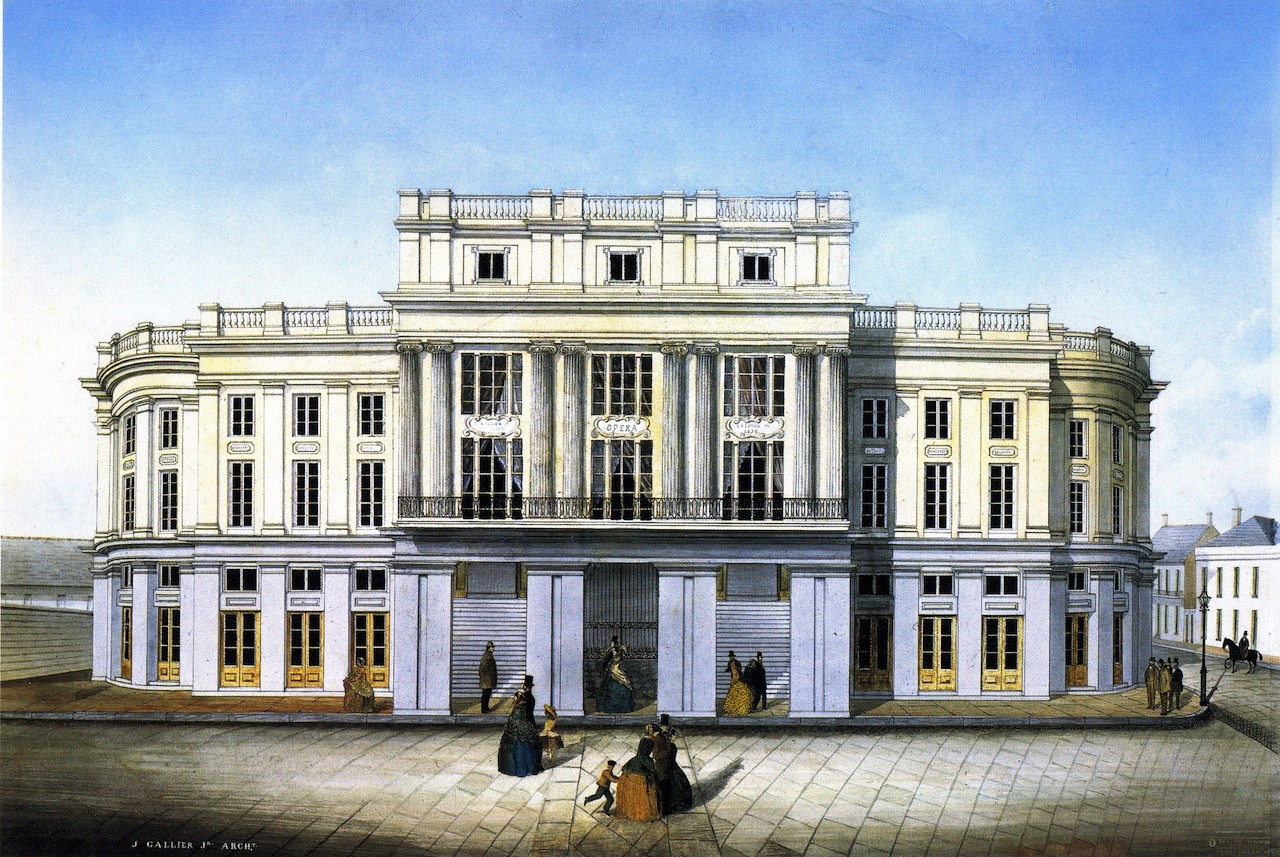
Das French Opera House kurz nachdem es 1859 eröffnet worden war (Gemälde von Marie Adrien Persac)

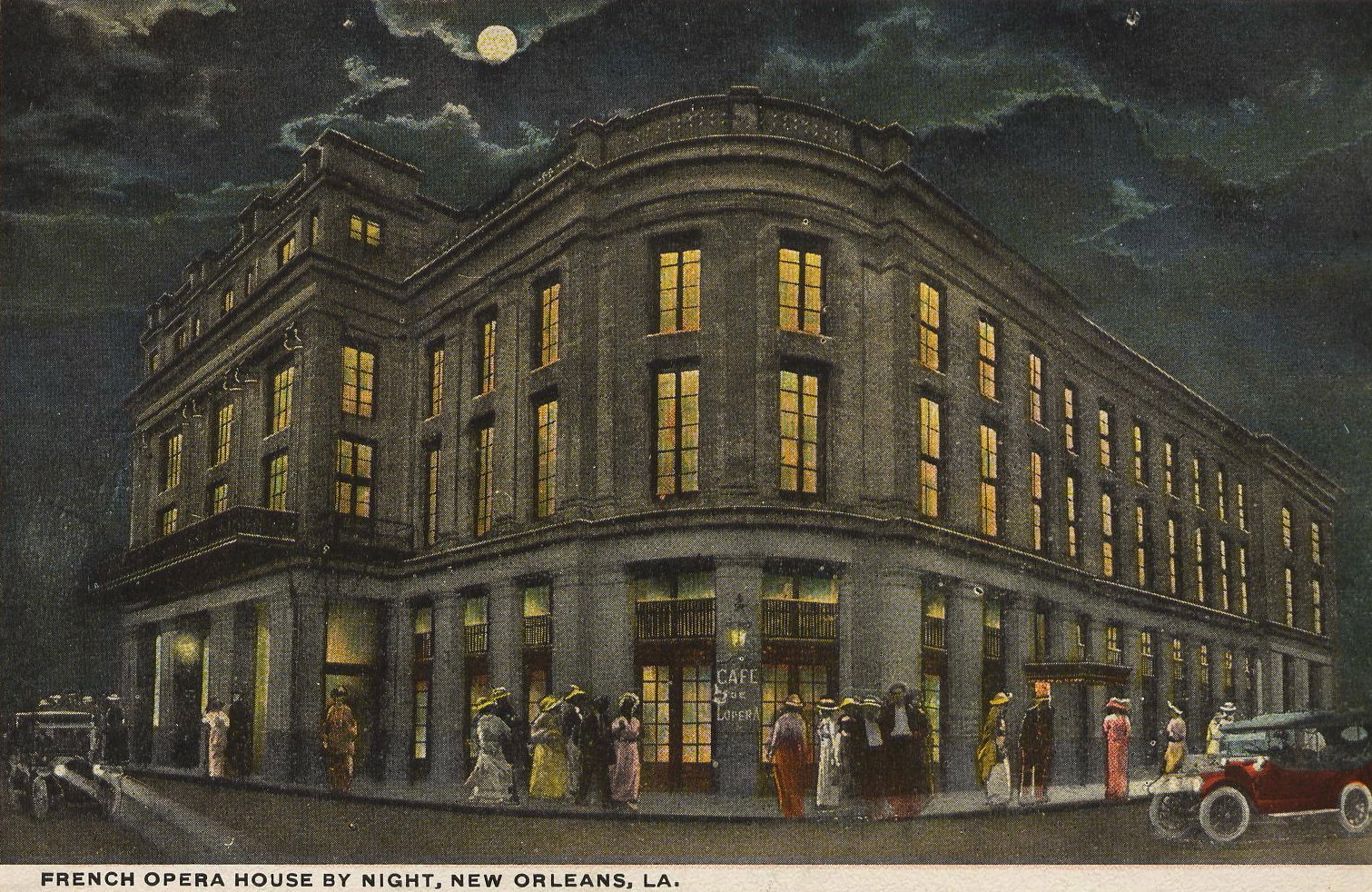
Postkartenansicht gegen Ende der Geschichte des French Opera House

Das French Opera House oder Théâtre de l’Opéra war ein Opernhaus in New Orleans. Es war eines der Wahrzeichen der Stadt von seiner Eröffnung im Jahr 1859 bis zu seiner Zerstörung durch einen Brand im Jahr 1919. Es befand sich im French Quarter an der Ecke von Bourbon und Toulouse Street mit dem Haupteingang an der Bourbon Street.

## Geschichte
Der von James Gallier Jr. entworfene Saal wurde von Charles Boudousquié in Auftrag gegeben, dem damaligen Direktor der French Opera Company, die zuvor im Théâtre d’Orléans zu Hause war. Nach einem Streit mit den neuen Eigentümern des Theaters beschloss Boudousquié, ein großzügiges neues Haus für die French Opera Company zu bauen. Das Gebäude wurde in weniger als einem Jahr zu einem Preis von 118.500 US-Dollar errichtet und war für die nächsten 60 Jahre das Zentrum sozialer Aktivität in New Orleans. Im Theater wurden nicht nur Opern aufgeführt, sondern auch Karnevalsbälle, Debüts, Benefizveranstaltungen, Empfänge und Konzerte. Am 23. Mai 1859 schrieb die Zeitung New Orleans Delta über das neue Theater:

„Der Bau des Opernhauses an der Ecke der Straßen Bourbon und Toulouse geht zügig voran. Der Grundstein wurde gelegt, und die Vorderwände haben schon fast eine einstöckige Höhe erreicht. Der große Bereich des Theaters zieht die Aufmerksamkeit aller auf sich; und da alle unsere Operngänger mehr oder weniger Interesse daran haben, finden wir, dass eine gewisse Darstellung der Form, des Plans und des Stils des Gebäudes angebracht ist.
Es wird ein schönes Bauwerk im italienischen Architekturstil sein, mit einer Front von 160 Fuß in der Bourbon Street, 187 Fuß in der Toulouse Street und einer Höhe von ungefähr 80 Fuß in seinem höchsten Teil. Das Gebäude wird sich wie ein Koloss über alles in dieser Umgebung erheben.“

Am 25. April 1862 war New Orleans im Sezessionskrieg von den Streitkräften der Union erobert worden, und die French Opera Company machte bis zum Kriegsende keine Aufführungen mehr. 1864 veranstaltete die Ehefrau von Unionsgeneral Nathaniel P. Banks zu Ehren von George Washingtons Geburtstag immerhin einen Ball im Theater. Am Ende des Krieges 1865 wurde das French Opera House wiedereröffnet und präsentierte wieder viele amerikanische Opernpremieren.
1913 musste das Haus jedoch nach schwierigen Zeiten unter Zwangsverwaltung (Receivership) gestellt werden. Ein anonymer Spender, später als William Ratcliffe Irby identifiziert, kaufte das Gebäude und spendete es der Tulane University, zusammen mit den notwendigen Mitteln, um es unter der neuen Leitung des französischen Tenors Agustarello Affre zu betreiben. Das Gebäude wurde wiedereröffnet, ging aber in der Nacht des 4. Dezember 1919 in Flammen auf. Die letzte Aufführung war Giacomo Meyerbeers Les Huguenots, ein langjähriger Favorit unter den alteingesessenen kreolischen Familien.
Das French Opera House war in den Jahren zwischen dem Sezessionskrieg und dem Ersten Weltkrieg das gefragteste Haus in New Orleans. Die erste Nacht der Opernsaison war jeweils die Eröffnung der Gesellschaftssaison und die Teilnahme daran ein wichtiges gesellschaftliches Ereignis mit seinen Ritualen und Traditionen. Die Saison des French Opera House wurde so zum Zentrum des gesellschaftlichen Lebens der Elite von New Orleans. Die ältesten und prominentesten Familien besaßen Sitzplätze in den Theaterlogen oder den „Loges Grilles“.

## Amerikanische Erstaufführungen
- 1860: Martha (französische Version) von Friedrich von Flotow
- 1861: Le pardon de Ploërmel von Giacomo Meyerbeer
- 1871: Mignon von Ambroise Thomas
- 1883: Le roi de Lahore von Jules Massenet
- 1885: Mireille von Charles Gounod
- 1888: Le tribut de Zamora von Charles Gounod
- 1889: La reine de Saba von Charles Gounod
- 1890: Le roi d’Ys von Edouard Lalo
- 1890: Le Cid von Jules Massenet
- 1891: Sigurd von Ernest Reyer
- 1892: Hérodiade von Jules Massenet
- 1893: Esclarmonde von Jules Massenet
- 1893: Samson et Dalila von Camille Saint-Saëns
- 1895: Le portrait de Manon von Jules Massenet
- 1900: Salammbô von Ernest Reyer
- 1902: Cendrillon von Jules Massenet
- 1906: Siberia von Umberto Giordano
- 1907: Adriana Lecouvreur von Francesco Cilea
- 1912: Don Quichotte von Jules Massenet